# Ратищі
Ра́тищі — село в Україні, у Залозецькій селищній громаді Тернопільського району Тернопільської області. 
Колишня назва — Ратище. Було центром сільради, якій підпорядковувалося село Піщане. Від 2016 року належить до Залозецької селищної громади. 
До Ратищ приєднано хутори Дерехи, Зарічний і Ратищівські Гаї.
Населення — 311 осіб (2010).

## Історія

### Рання історія
Поблизу села виявлено археологічні пам'ятки раннього залізного часу і давньоруської культури. Назва села походить від старовинної зброї — ратища. У давнину тут було оборонне городище на горі оточеній з трьох сторін заплавами Серету. В часи Київської Русі воно було форпостом княжих земель; частиною оборонної лінії міста Пліснесько, згаданого у «Слово о полку Ігоревім». У 1960 році в селі було розкопано поховання в якому знайшли монети VII—XII ст., котрі були забрані у музей м. Ленінград.
Перші писемні згадки про село можна знайти у податковий реєстрах XVI ст., зокрема воно під назвою Ратищів (пол. Rathysczow) згадується у 1530, 1540 та 1552 роках. Зазначається, що було осаджене на півтора ланах. Ратищі були у складі Залозецького ключа, який у різний час належав шляхетським родам Каменецьких та Вишневецьких.
З 1772 року село перебувало під владою Австрійської імперії, спочатку було у складі Золочівського циркулу (округу), а з 1867 року — у Бродівському повіті.
У 1880 році в Ратищах було 81 господарство та 661 мешканець, з яких 292 римо-католики, 328 греко-католиків та 50 юдеїв. За національністю: 30 поляків, 633 русини (українці), 6 німців. Також у селі була церква Успіння Пресвятої Богородиці, філіальна школа та млин. До місцевої греко-католицької парафії належали Чистопади.
З XVI ст.  — місце паломництва до Чудотворної ікони Матері Божої (роботи монаха в Костелі Капуцинів у м. Краків, Василя Зелінського). Душпастирі села Ратищ ревно дбали про розширення слави Ратиської Божої Матері. Отець Дмитро Жеребецький розпочав будівництво кам'яної церкви на місці дерев'яної. Він закінчив її в 1896 році. З цього часу чудотворний образ поміщений у мурованій церкві та прикрашений срібними ризами, дорогоцінними каменями та золотими вотами.

### Перша та Друга світова війна
У Першу світову війну населення було виселене в Долішню Австрію, село і церква були зруйновані. Чудотворний образ Богородиці був викрадений. Австрійська влада заборонила сільчанам забирати цей образ із собою на виселення. Повернувшись із виселення, селяни застали повну руїну. Була зруйнована церква, спалене повністю село, зник чудотворний образ. Його вивезли австрійські «босняки» в невідоме місце разом із позолоченими шатами і дорогоцінними прикрасами. Вернувшись із виселення, вірні селяни на чолі з о. Василем Лавришиним почали відбудовувати церкву. Із копії чудотворної ікони, що збереглася у людей, намалювали новий величавий образ і помістили на за престольній стіні у церкві.
Ще у травні 1939 р. декілька селян були забрані до польської армії, котрі брали участь у польсько-німецькій війні у вересні 1939-го. В період німецької окупації, на роботи у Німеччину, було вивезено із села 22 людей (з них троє загинуло під час бомбардувань Німеччини). В селі, у 1944 році (з березня по липень), проходила лінія фронту. Населення було тимчасово виселене на Крем'янечину. До Червоної армії у 1944 р. було забрано 26 чол, з яких 13 загинули (9 — Литва, 2 — Польща, 1 — Німеччина, 1 помер у лікарні — Росія), ще троє призваних пропали безвісти. Після Другої світової війни в селі активно діяла підпільна УПА. 15 сільчан-повстанців загинули у боях, 32 — репресовані (заслані у Хабаровський край (найбільше), Казахстан і Новосибірськ. До середини 1980-х улюбленою забавкою місцевої дітвори був пошук і знешкодження вибухонебезпечних предметів.

### Радянський період
У післявоєнний радянський період було побудовано нову школу, ферму, клуб (з бібліотекою і дитячим садочком), магазин, елеватор, пам'ятник полеглим на фронтах німецько-радянської війни й більшість осель сільчан. Активно розвивалося рибальство; усі заплави Серету були перетворені у ставки шляхом часткового перенесення русла річки. Храм у ті часи офіційно значився як музей (більшість сільчан про це навіть і не знали), хоча реально був діючий; регулярно відбувалися богослужіння і щорічно, 28 серпня, на храмове свято, відбувалися багатолюдні прощі.

### Незалежна Україна
У перші роки незалежної України коштом колгоспу був побудований і оснащений мясопереробний цех.
12 червня 2020 року, відповідно до розпорядження Кабінету Міністрів України № 724-р «Про визначення адміністративних центрів та затвердження територій територіальних громад Тернопільської області» увійшло до складу Залозецької селищної громади.
19 липня 2020 року, в результаті адміністративно-територіальної реформи та ліквідації Зборівського району, село увійшло до складу Тернопільського району.

## Населення

### Мова
Розподіл населення за рідною мовою за даними перепису 2001 року:
| Мова       | Кількість | Відсоток |
| ---------- | --------- | -------- |
| українська | 315       | 100%     |

## Пам'ятки
- дві церкви Успіння Пресвятої Богородиці (1898, кам'яна, відбудована 1938, ПЦУ; 2006, УГКЦ).
- Кам'яний мальтійський хрест (дата встановлення невідома).
- Пам'ятник воїнам-односельцям, полеглим у німецько-радянській війні (1985)
- Залізний хрест на кам'яному постаменті споруджений у 1848 року і присвячений скасуванню кріпосного права.
- Каплиця 2007;
- Ботанічна пам'ятка природи місцевого значення Ратищівські липи.

## Ратищівська Матір Божа
А ще село славиться тим, що тут у церкві знаходиться старовинний чудотворний образ Ратищівської Матері Божої. Не можна відшукати архівних матеріалів про надання визнання відпусту в селі Ратищі папським престолом. Залишились тільки легенди про чудотворний образ Богородиці.
Один з переказів розповідає, що у XVI ст. татари напали на Залізці, забрали бранців, а церкву спалили. Люди, яким вдалося втекти з міста у неприступні лози мочарних над Серетом бачили, як із палаючої церкви вийшла Мати Божа із запаленої свічкою і понад ставом попрямувала в бік села Ратищ. Згодом, на горі під лісом, на старовинній липі з'явився образ Матері Божої. Люди, побачивши таке небуденне явище — появу на липі образу Богородиці, вирішили забрати його з липи і перенести до церкви. Яке ж було їх здивування, коли наступної неділі образ Богородиці знову з'явився на липі під лісом. Стало зрозуміло, що Мати Божа вибрала собі місце якраз тут, на Ратиській горі. Сюди знову прийшли церковні процесії з навколишніх сіл. У скорому часі на горі була збудована дерев'яна церква, у якій помістили образ Богородиці, який засяяв золотими барвами, а ясність церкви було видно на всю околицю. Згодом відбулася пожежа і у храмі с. Ратищі — згорів квот та рушники довкола ікона, але сама святиня залишилася не ушкодженою.
З цього часу до образу Матері Божої в Ратищах стали приходити немічні, хворі та потребуючі допомоги люди з навколишніх сіл. Мати Божа помагала всім, хто з вірою та надією приходив до неї. Свято Успіня Пресвятої Богородиці стало традиційним храмовим, на яке приходило багато людей з поблизьких сіл і дальніх околиць, куди донеслася звістка про чудотворний образ. Вдячні люди обдаровували чудотворну ікону золотими і срібними вотами у вигляді сердець, ніг чи рук, за своє оздоровлення.
Церква з чудотворним образом кілька разів горіла, але образ завжди залишався неушкодженим. Він став «Неопалимою купиною».
У Ратищах відновилися відпусти і тривали до 1944 року. Під час Другої світової війни церква була знову пошкоджена і разом із нею копія чудотворного образу. За час панування більшовицького атеїстичного режиму селянам не давали відновити церкву, чинилися різні перешкоди із Богослужінням. Напередодні празника у 1960 р. жителі сусіднього села Гаї за Рудою відреставрували образ Ратиської Матері Божої та встановили його в церкві.
Сьогодні у церкві є 4 образи Ратищівської Матері Божої. Найстаріший — біля дверей, зліва. Скільки йому років ніхто не знає. Другий — за вівтарем. Третій — за престолом, якого опускають під час служіння Молебню до Матері Божої. А четвертий намальований недавно у 2009 році, при малюванні якого дотримано всі канони стосовно малювання ікон.
З 1992 р. в селі Ратищі є дві конфесії: УПЦ КП (більшість прихожан), за нею залишився храм і УГКЦ, прихожани якої 28 серпня 2006 р. поставили наріжний камінь початку будівництва в центрі села храму. В ньому теж знаходиться копія чудотворного образа Божої Матері вирізьблена на дереві.
28 серпня, Східна Церква вшановує Успіння владичиці нашої Пресвятої Богородиці. Багато храмів в Україні та за її межами освячено на честь цієї події. Одним із них є Свято-Успенський храм с. Ратищі Зборівського району. 28 серпня 2009 р. було посвячено образ Чудотворної ікони Матері Божої Єпископом Нестором. На запрошення настоятеля храму священика Івана Осейка очолити Божественну Літургію прибули Преосвященнійший єпископ Тернопільський і Бучацький Нестор, протирей Миколай та духовенство району.
Весною 2011 року оновлено церкву: придбали парафіяни села Ратищі новий престол, жертовник, світильник.
9 квітня 2011 р. у храм Пресвятої Богородиці зійшлися православні парафіяни села Ратищі, і сусідніх сіл. Владика Нестор посвятив новий престол і разом із священиками відслужив святу Літургію.
18 червня 2011 р. образ Чудотворної ікони Ратиської Матері Божої подорожує з церкви до церкви і всі охочі мають змогу помолитись до Святої Богородиці.

## Соціальна сфера
Працюють загальноосвітня школа І-ІІ ступенів, клуб, бібліотека, ФАП, торговельний заклад.

## Відомі люди

### Народилися
- Микола Лукасевич
- Мирослав Вересюк (нар. 1955) — сучасний український поет.

### Перебували
Ратищі стали чудотворним місцем, куди на Богородчанські свята напливало багато людей. На відпуст, крім паломників, до села прибували лірники, скрипалі, які славили Божу Матір, співали їй вдячних пісень. Записувати їх з уст паломників приїжджали сюди відомий фольклорист Яків Головацький, Іван Вагилевич, отець Петро Білинський, отець Тадей Бордуляк та інші.
Отець Григорій Косар, парох села у 1917 р. (збором матеріалів про його жертвенне життя займається Місія Постуляційний Центр беатифікації УГКЦ, конкретно душпастир громади отець Ігор Никифорук).

## Галерея

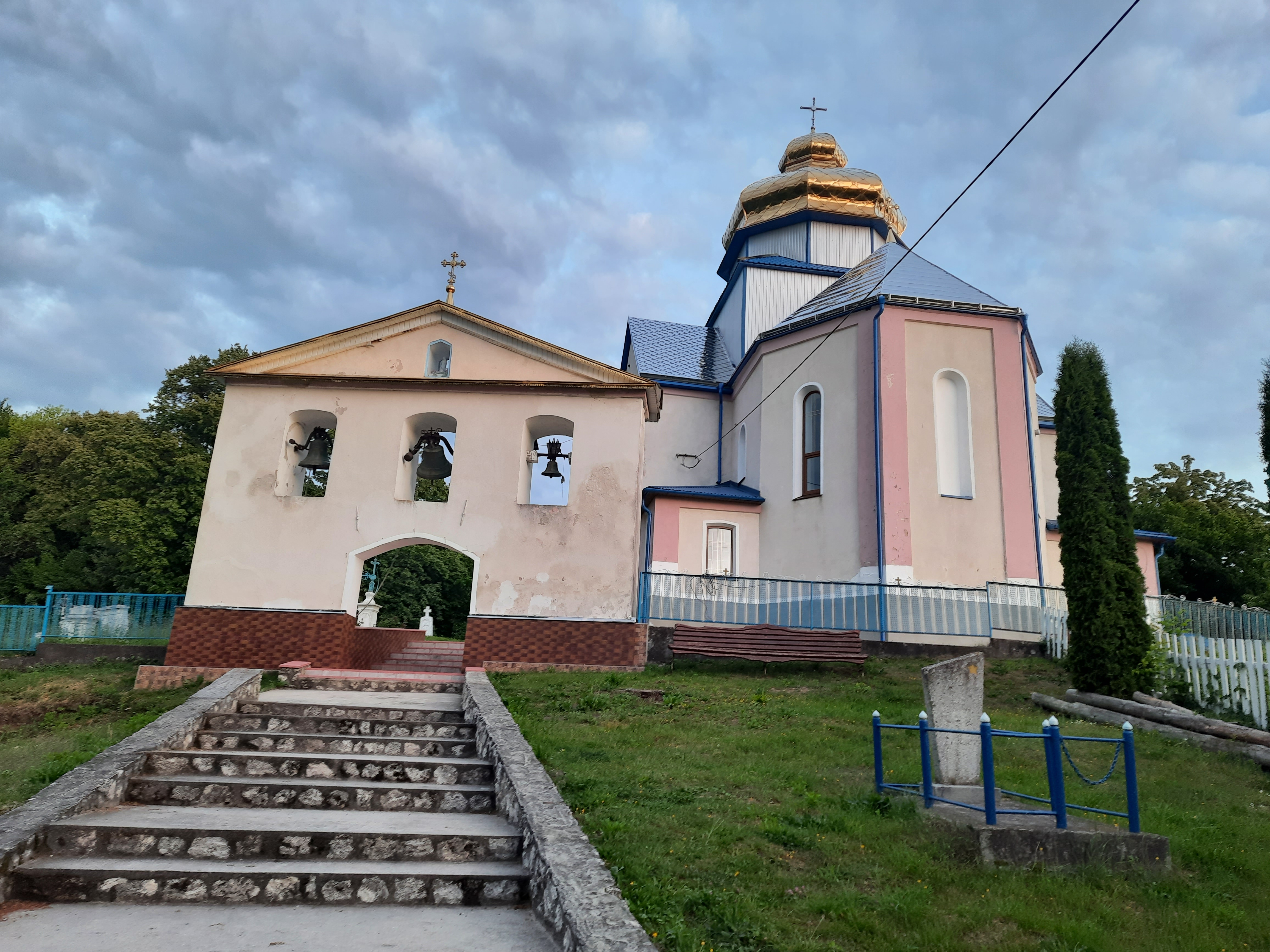
Церква Успіння Пресвятої Богородиці 1898р. ПЦУ
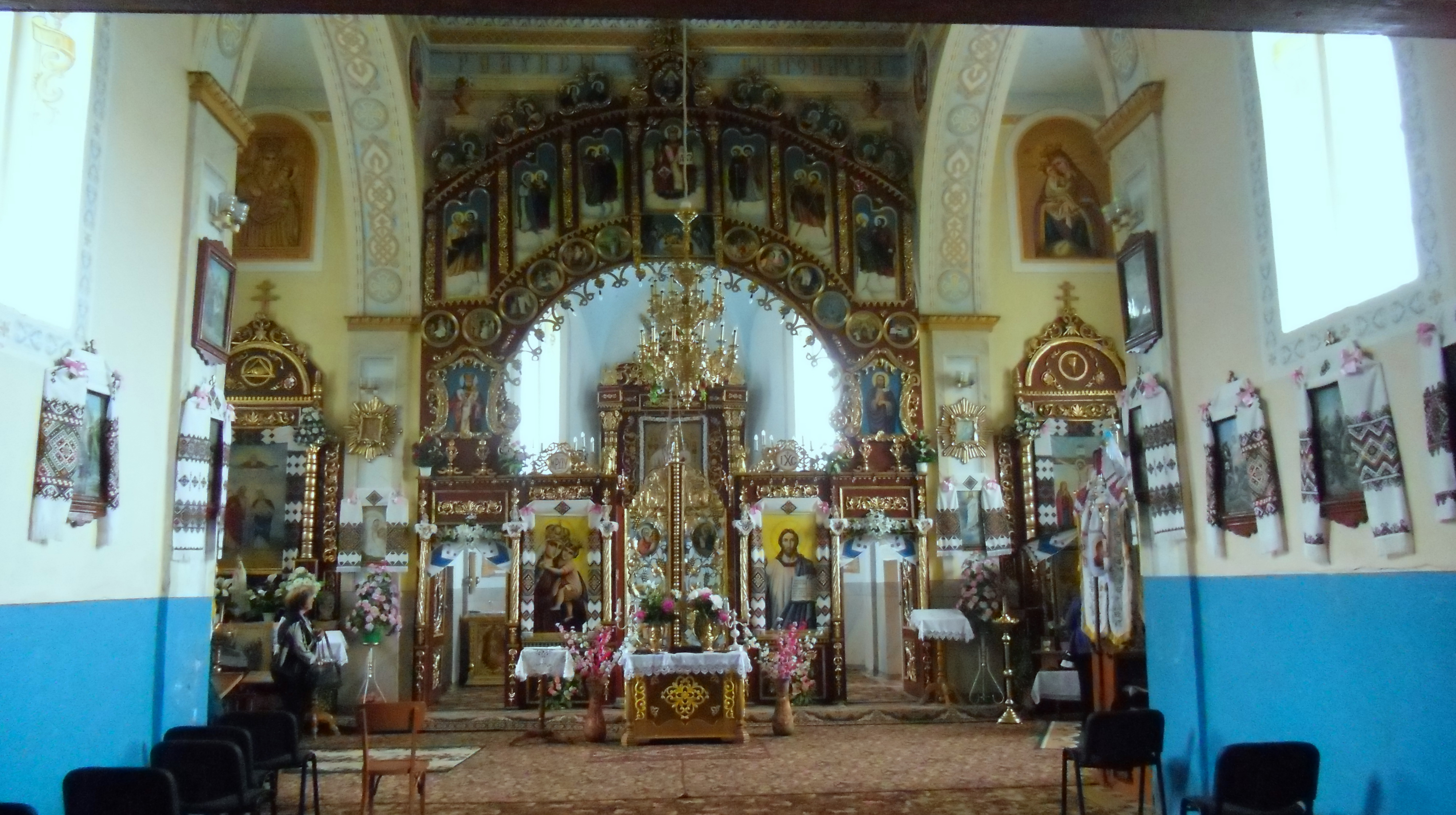
Свято-Успенська церква. Внутрішній інтер'єр.
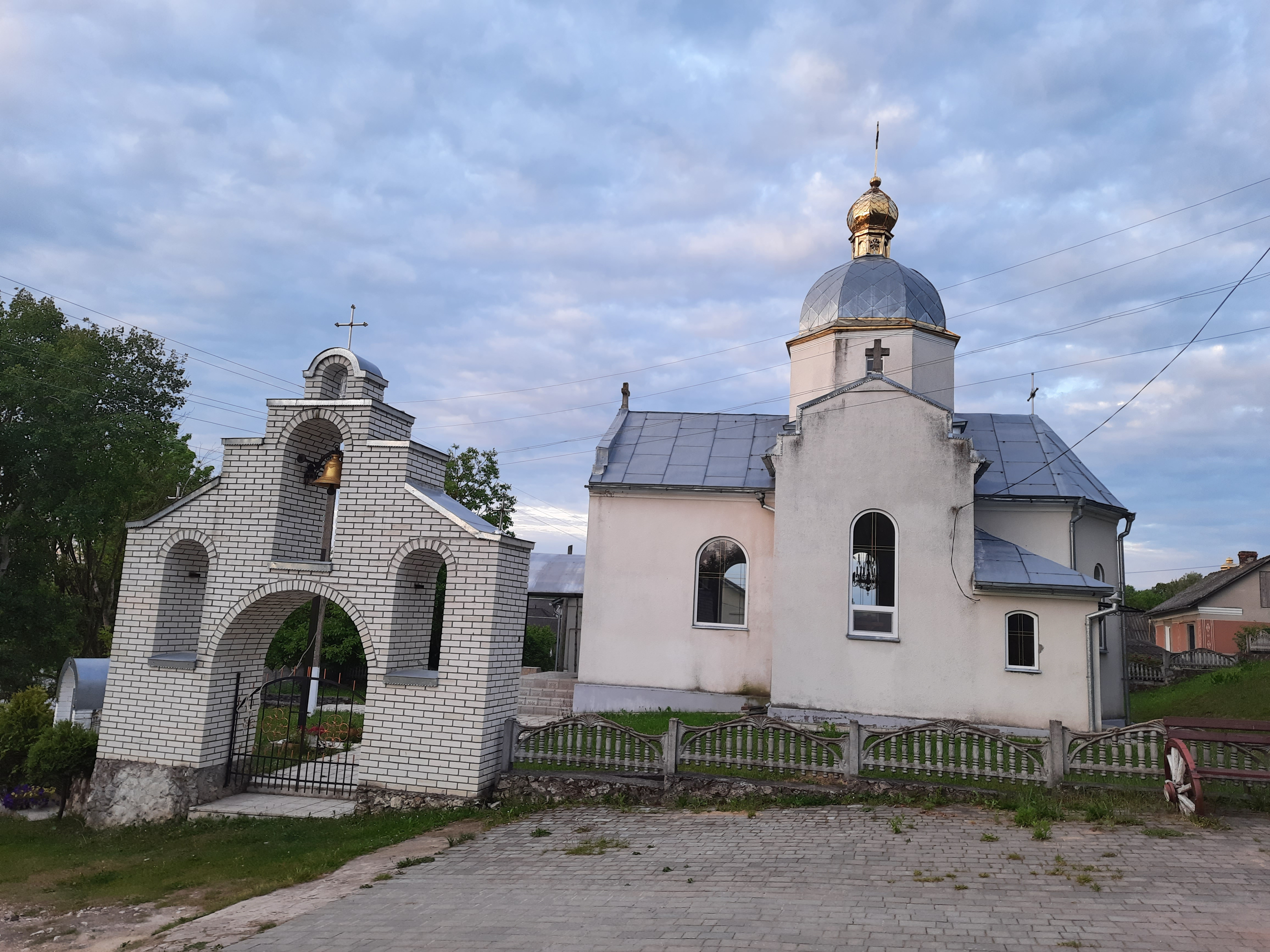
Церква Успіння Пресвятої Богородиці 2006р. УГКЦ
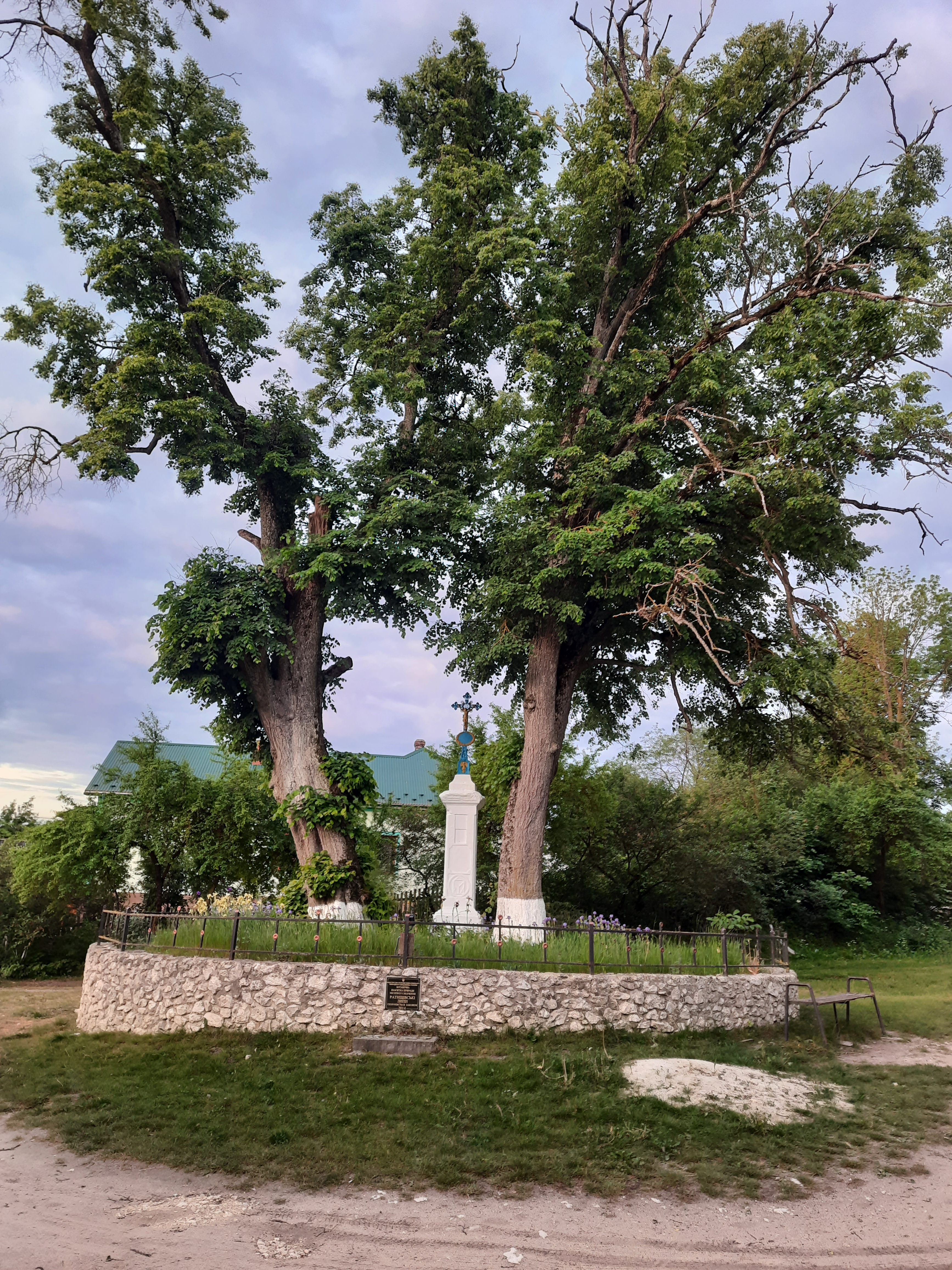
Пам'ятка природи - Ратищівські липи.
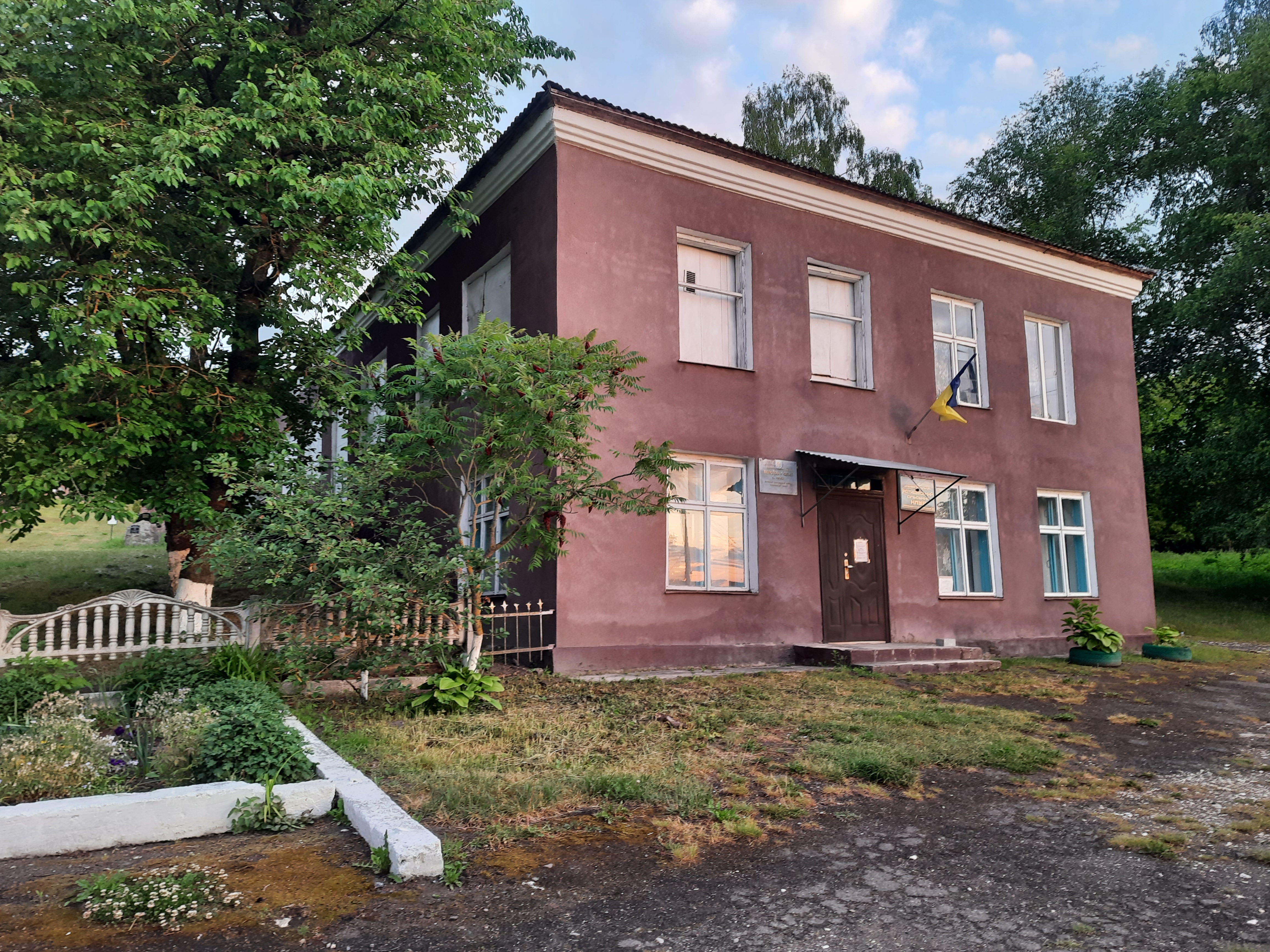
Клуб
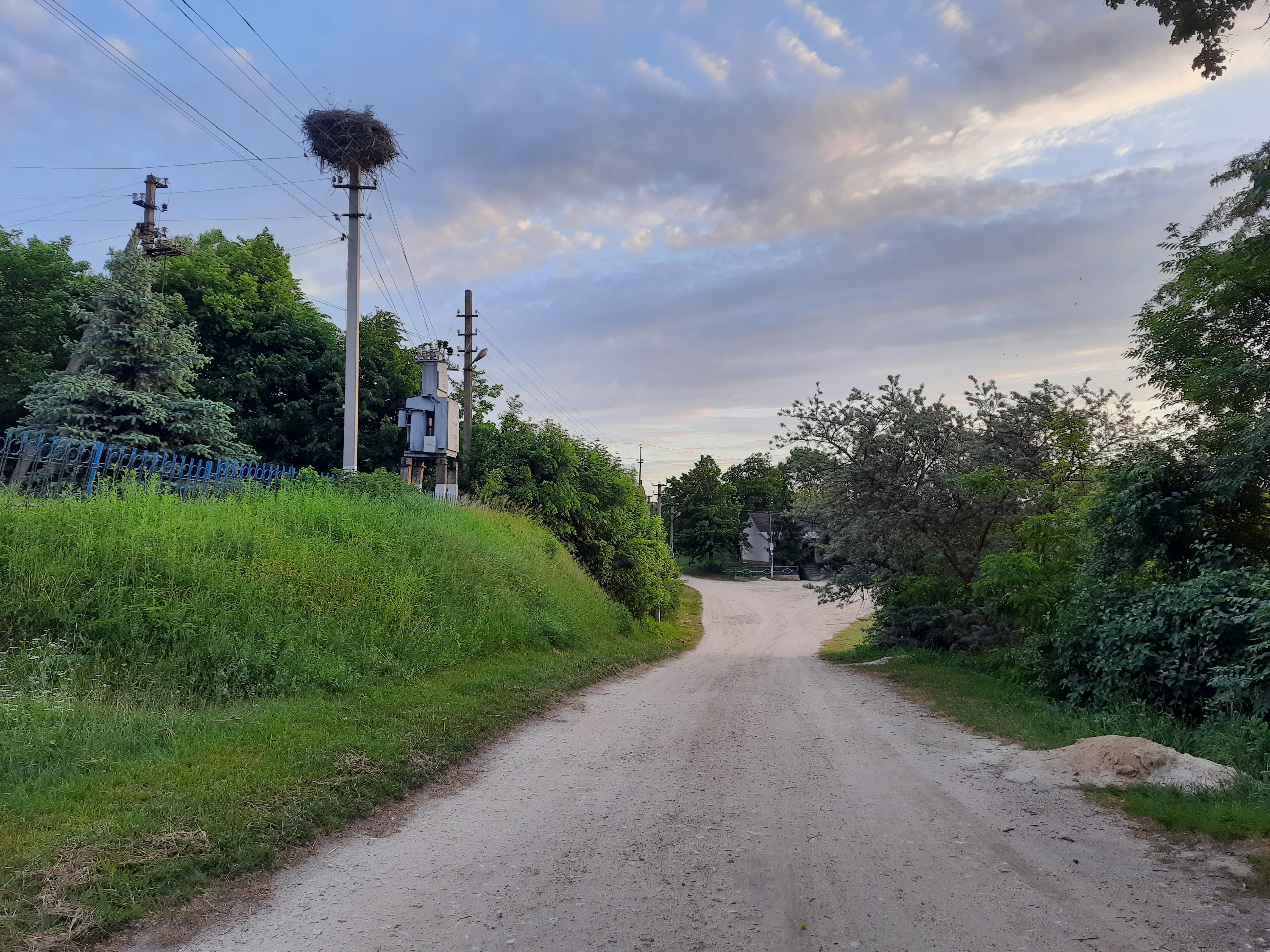
Сільський пейзаж.
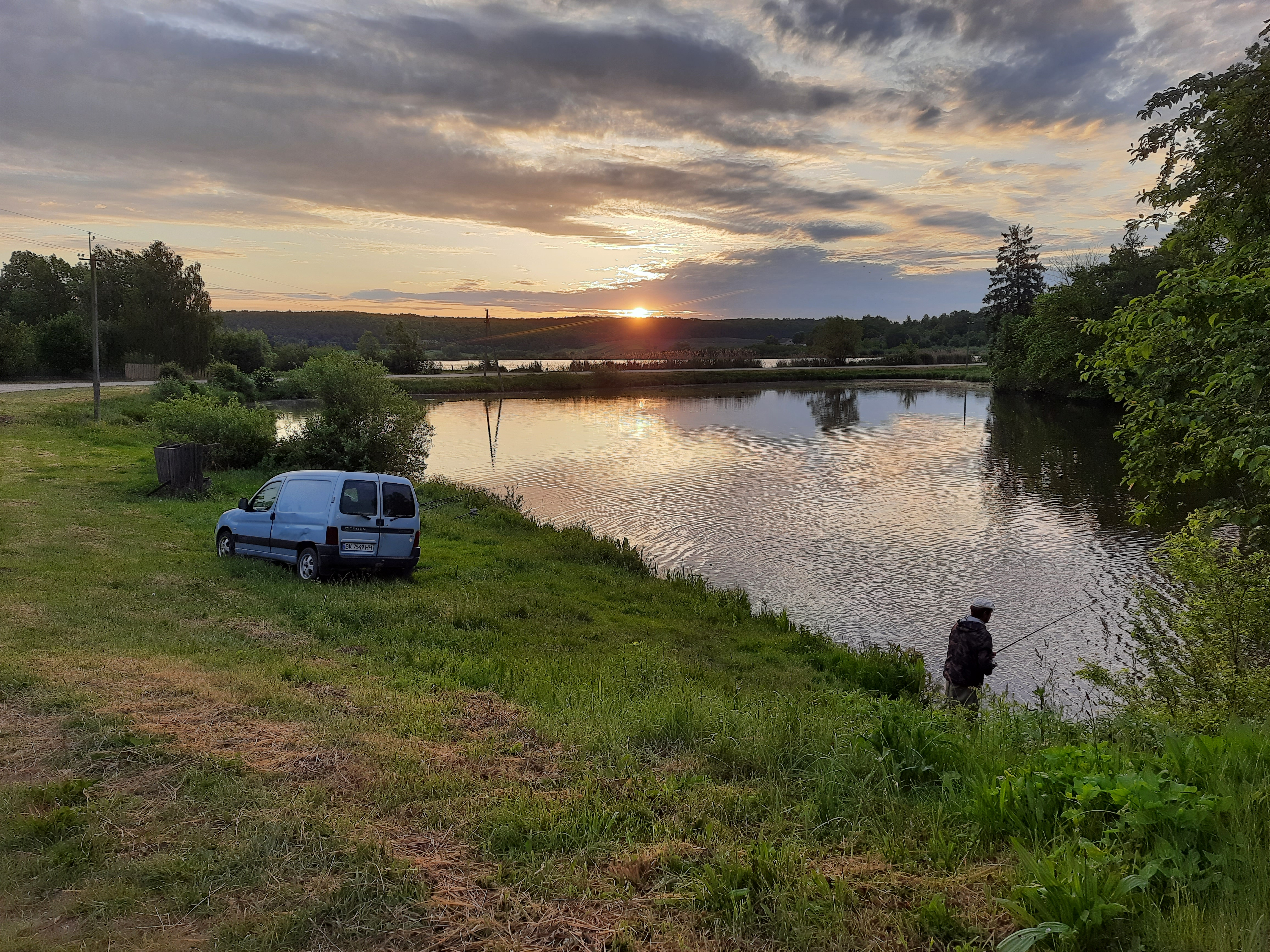
Став біля села
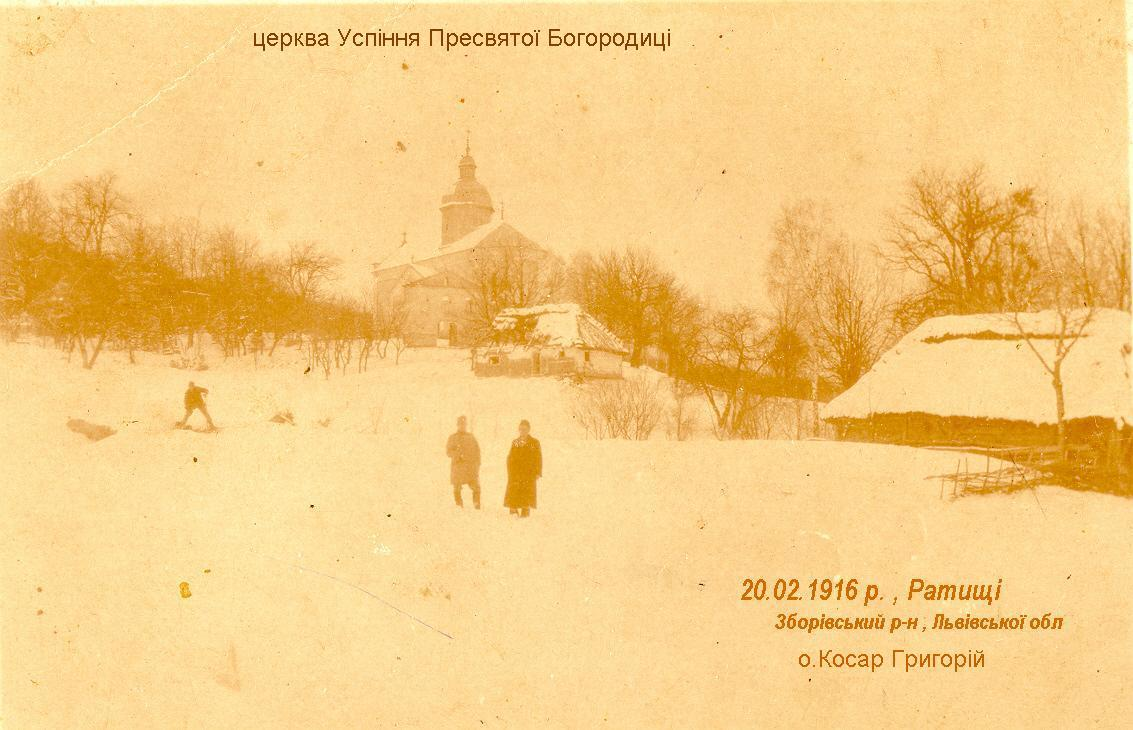
село Ратищі, 20.02.1916 р.
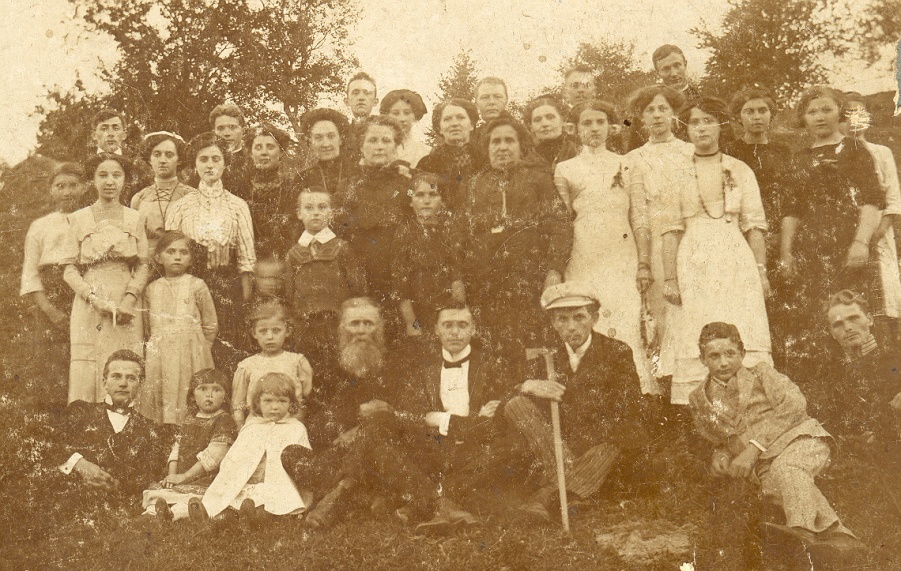
Празник у Ратищах, 1912 р.